# Der Tod im Krankenzimmer
Der Tod im Krankenzimmer, auch Tod im Krankenzimmer (norwegisch Døden i sykeværelset), Ein Tod oder Der Todesaugenblick, ist ein Bildmotiv des norwegischen Malers Edvard Munch, das er in zwei 1893 entstandenen Gemälden ausführte. Daneben entstanden diverse Skizzen, Studien und eine Lithografie. In den Bildern verarbeitete Munch die Tuberkuloseerkrankung und den Tod seiner älteren Schwester Sophie (1862–77). Abgebildet sind verschiedene Mitglieder seiner Familie, darunter auch, abgewandt im Vordergrund, der Maler selbst. Das Bild gehört zu den Hauptwerken seines Lebensfrieses. Es markiert den Übergang von der Darstellung der äußeren zur inneren Handlung in Munchs Werk und seine künstlerische Position zwischen Synthetismus und Symbolismus.

## Bildbeschreibung
Das Bild zeigt ein Krankenzimmer samt sieben darin befindlichen Personen in der Totale. Der Blick auf die Sterbende ist durch einen Korbstuhl mit hoher Rückenlehne verstellt.
Nur das Kissen und ein heller Arm ist zu sehen, der auf einer dunklen Decke ruht. Der Blick wird stattdessen auf die „Accessoires des Todes“ im Hintergrund gelenkt: ein Bett, eine Bettpfanne und Medikamentenfläschchen auf einem Nachtisch.
Insbesondere richtet sich die Aufmerksamkeit aber auf die individuellen Familienmitglieder der Sterbenden: Drei Figuren, deren Silhouetten verschmelzen, dominieren den Vordergrund: Ein junges Mädchen sitzt mit gefalteten Händen und gebeugtem Kopf. Eine junge Frau schaut mit einem ausdrucksstarken Gesicht, dunklen Augen und fahlen, eingefallenen Wangen direkt den Betrachter an. Ein junger Mann steht abgewandt und sieht zu einer weiteren Dreiergruppe. Sie wird gebildet durch die Sterbende, eine ihr zugewandte Frauenfigur und einen älteren Mann mit Glatze und Bart, der sich in Frontalansicht über seine gefalteten Hände beugt. Eine zweite jüngere Männerfigur am linken Bildrand scheint den Raum im Augenblick des Todes verlassen zu wollen.
Der Raum ist spärlich möbliert. Viel Raum umgibt die einzelnen Figuren, die für Reinhold Heller wirken wie „ausgeschnitten“, isoliert und in hieratischen Posen erstarrt. Die hohe Perspektive auf das Geschehen erinnert Arne Eggum an das Spiel auf einer Bühne, der leere Boden und die maskenhaften Gesichter erzeugen den Eindruck von Totenstille. Über dem Bett hängt ein Bildnis des Erlösers als Symbol eines Trostes durch Religion.
Kompositorisch ist das Motiv von starken Konturen geprägt, die die verschiedenen Bereiche abgrenzen. Linien und Kurven einer Figur werden von anderen Figuren aufgegriffen und wiederholt. Es ergibt sich somit eine formale und emotionale Kontinuität. Beide Gemäldefassungen greifen auf dieselben Farben und Farbsymboliken zurück. Die dominierenden Farben sind Kastanienbraun, Dunkelgrün und ein bläuliches Schwarz. Das Gemälde aus der Nationalgalerie ist in einer trockenen, transparenten Kasein-Technik gehalten, die mit ihrer Abwesenheit von Schatten die symbolhafte Aussagekraft verstärkt. Die Version aus dem Munch-Museum mit der gesättigten Ölfarbe verhaftet die Figuren stärker im Raum und bringt mit dunklen Schatten die Macht des Todes zum Ausdruck.

## Autobiografischer Hintergrund
Edvard Munch machte schon von frühester Jugend an Erfahrungen mit Krankheit und Tod. Im Alter von 33 Jahren starb 1868 Munchs Mutter an Tuberkulose, als Munch fünf Jahre alt war. 1877 starb Munchs ältere Schwester Sophie mit 15 Jahren an derselben Krankheit. Zwölf Jahre später starb sein Vater. Munch war als Kind schwächlich und häufig krank, seine Kinder- und Jugendzeit wurde von einer beständigen Todesangst überschattet. Er äußerte sich später: „In meinem Elternhaus hausten Krankheit und Tod. Ich habe wohl nie das Unglück von dort überwunden. Es ist auch für meine Kunst bestimmend gewesen.“ Seine früheste künstlerische Verarbeitung des Todes seiner Schwester Sophie und seiner eigenen Todesangst war das Motiv Das kranke Kind, mit dem Munch 1885/86 bis zu seiner Fertigstellung ungefähr ein Jahr lang rang und das er von da an in regelmäßige Abständen neu malte.

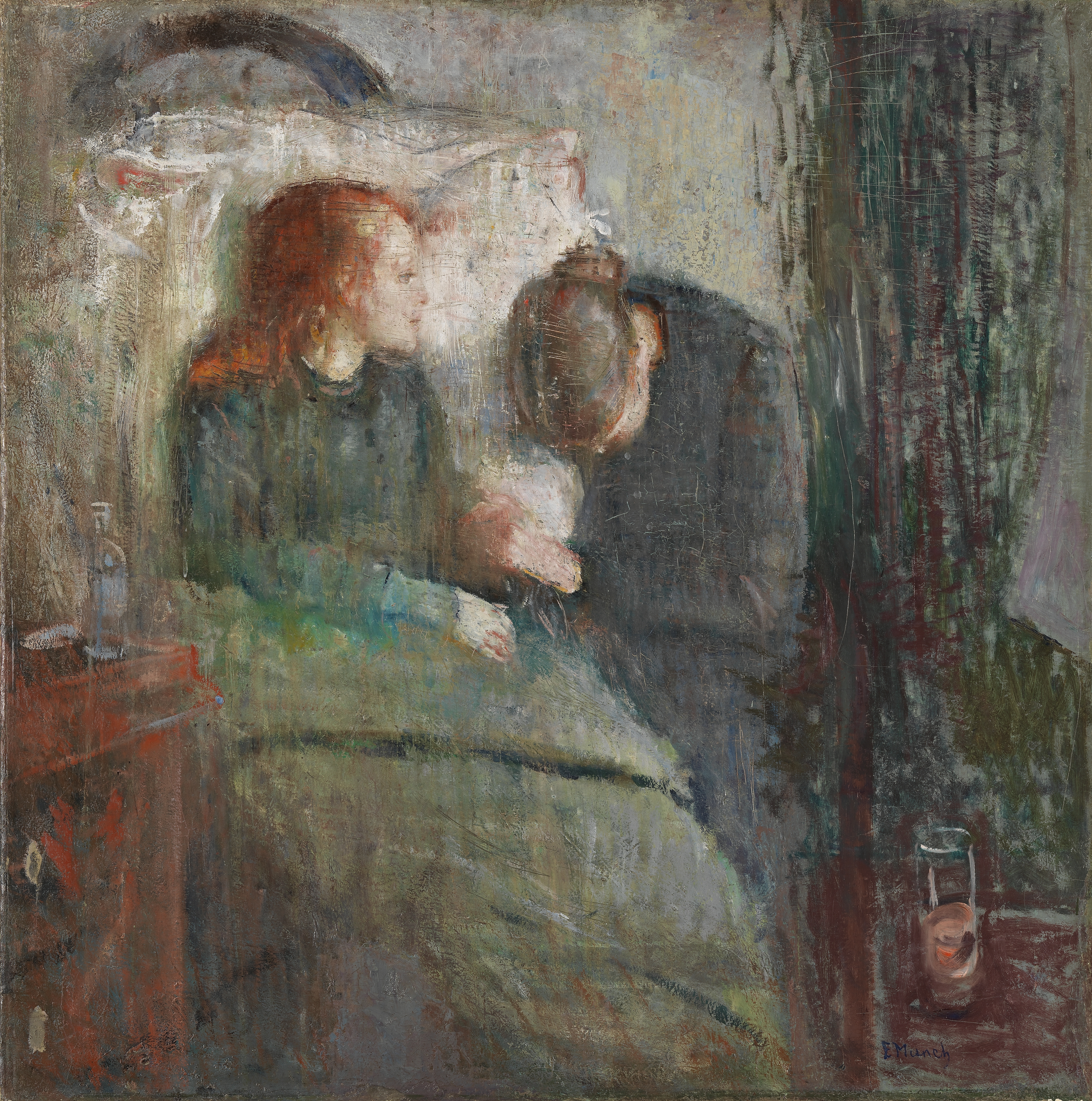
Das kranke Kind (1885/86), Norwegische Nationalgalerie
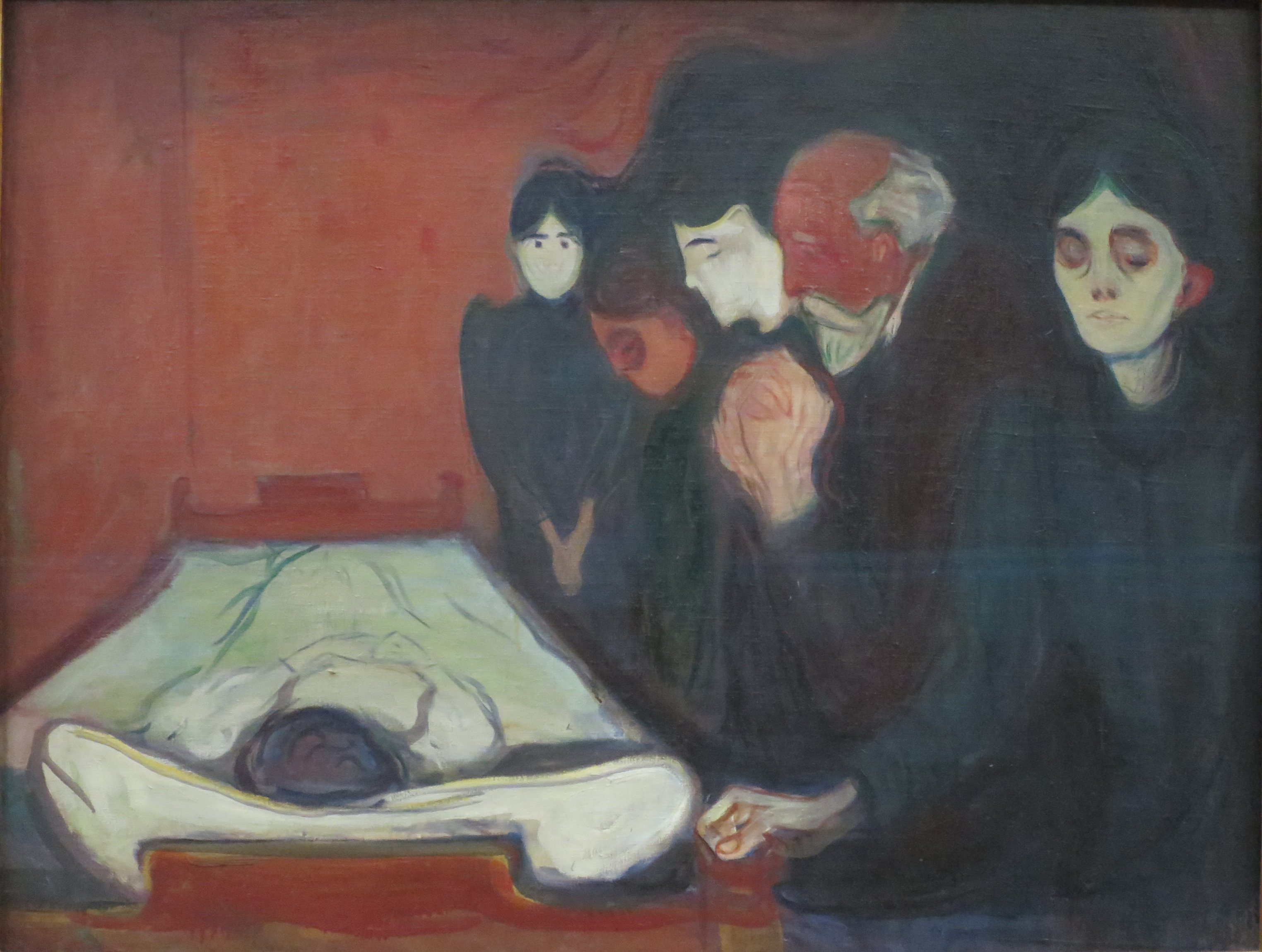
Am Sterbebett (1895), Kunstmuseum Bergen
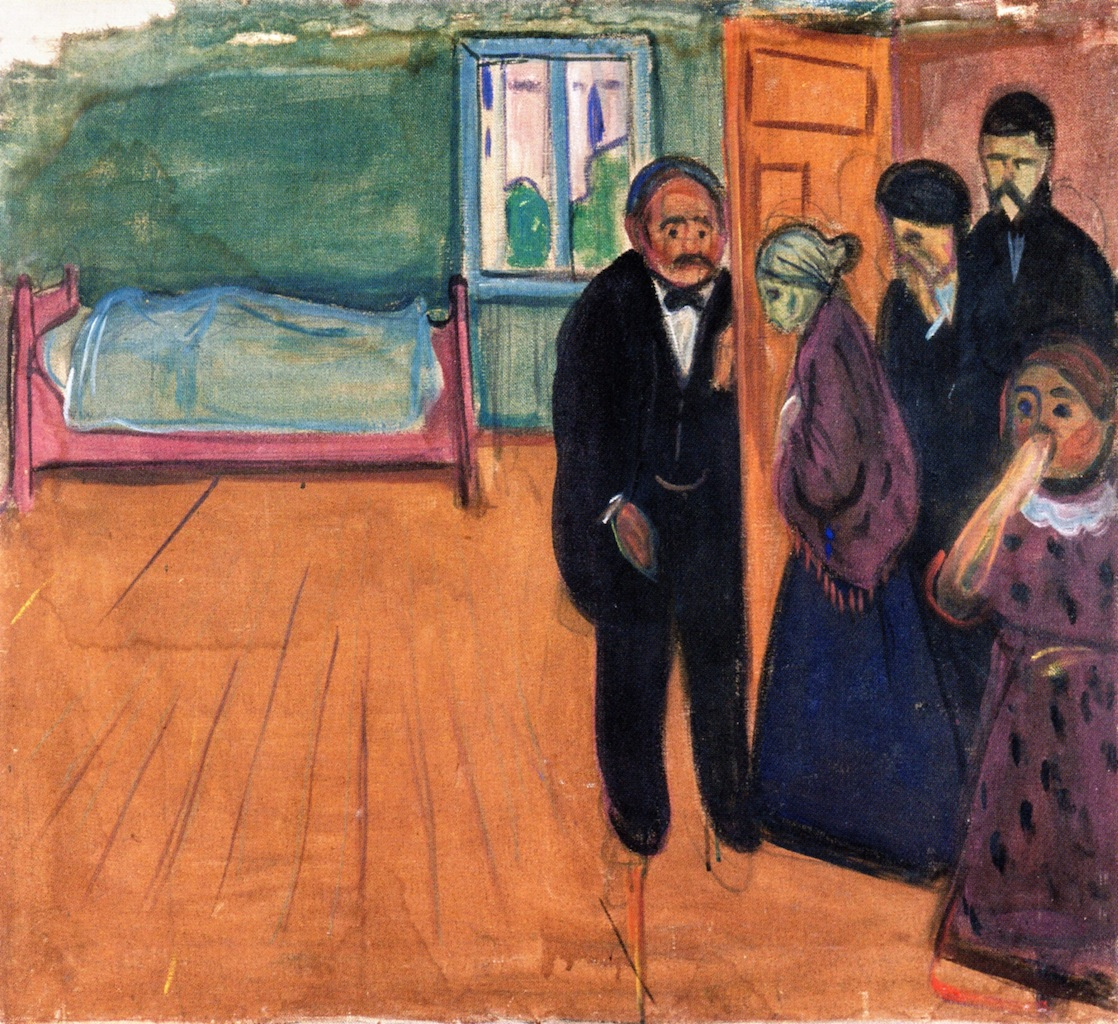
Leichengeruch (1895), Munch-Museum Oslo
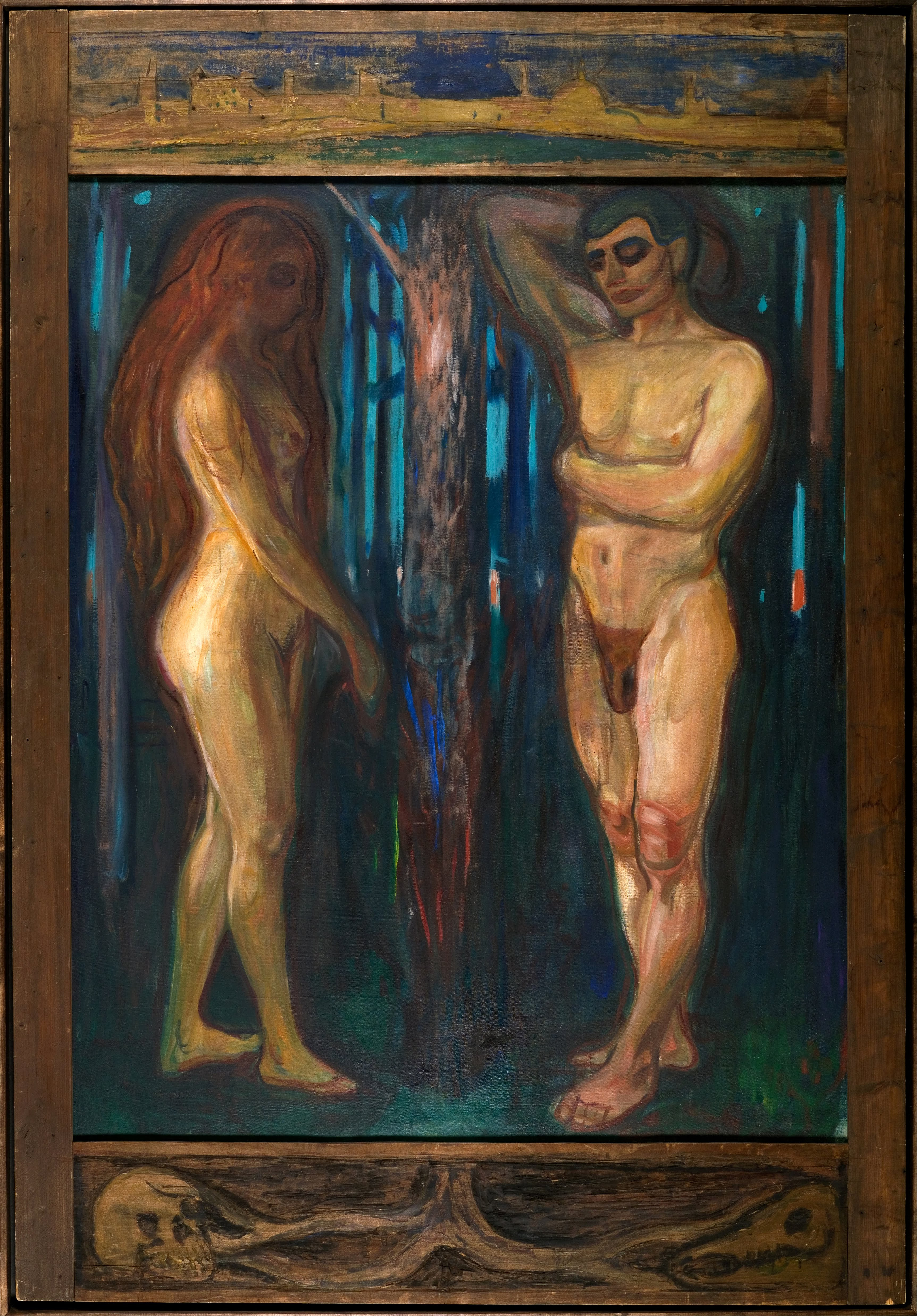
Stoffwechsel (1898–99), Munch-Museum Oslo
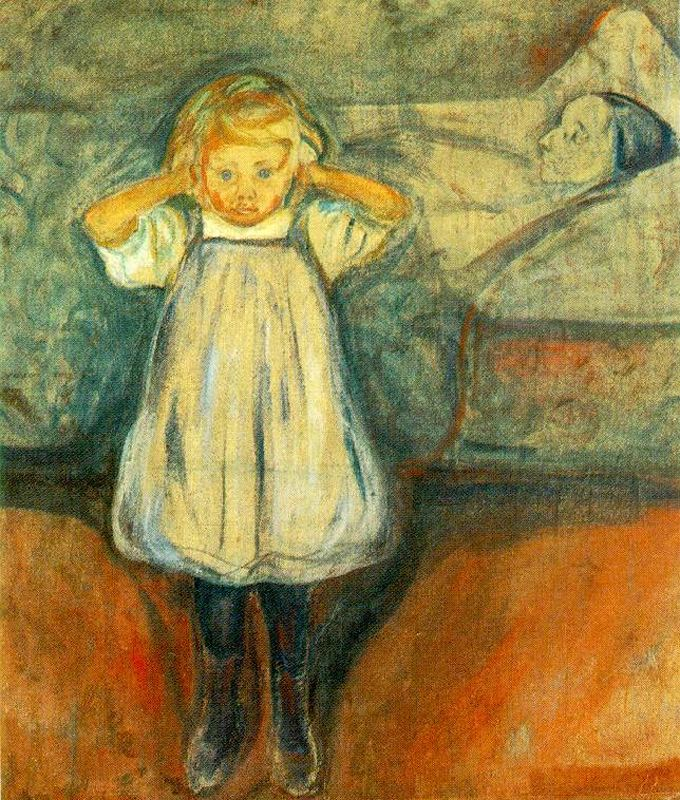
Das Kind und der Tod (1899), Kunsthalle Bremen

Der Tod im Krankenzimmer zeigt gegenüber dem acht Jahre zuvor entstandenen Kranken Kind eine veränderte Perspektive des Malers. Die Tote selbst bleibt unsichtbar, stattdessen treten die Angehörigen ins Zentrum des Motivs. Die Erinnerung gilt nicht mehr Tod und Sterben, sondern den Gefühlen der Hinterbliebenen. Das Bild markiert somit einen Übergang vom äußeren zum inneren Erleben, der kennzeichnend für Munchs künftiges Werk sein wird. Die Figuren im Bild lassen sich unschwer Munchs Familie zuordnen. Im Vordergrund befinden sich die Geschwister Laura, Inger und Edvard, im Hintergrund bei der sterbenden Sophie der Vater Christian Munch und die Tante Karen Bjølstad. Der Bruder Andreas steht am Ausgang. Allerdings geht es dem Maler nicht um eine wirklichkeitsgetreue Rekonstruktion, sondern um die Erinnerung der Stimmung. Zwar lassen sich Details der Szenerie, einschließlich des Korbstuhls, in Munchs persönlichen Notizen wiederfinden, doch sind die Figuren nicht im Alter zum Zeitpunkt von Sophies Tod, sondern in dem zur Entstehung des Bildes. Munchs Vater hingegen war 1893 bereits verstorben. Munch versetzt also Personen aus unterschiedlichen Zeitpunkten ins Krankenzimmer der Vergangenheit, möglicherweise, um die Präsenz der Toten und ihres Todes bis in die Gegenwart spürbar zu machen.
Das Thema Tod begleitete Munch noch durch viele weitere Werke. So ist es, neben der Liebe, ein zentrales Thema seines Lebensfrieses, der Zusammenstellung seiner zentralen Werke aus den 1890er Jahren. Bei der fünften Ausstellung der Berliner Sezession, der letzten großen gemeinsamen Präsentation des Frieses, stellte Munch insgesamt 22 Bilder aus und widmete eine ganze Wand des Saales dem Thema Tod. Neben Der Tod im Krankenzimmer präsentierte er dort die Bilder Am Sterbebett, Leichengeruch, Stoffwechsel und Das Kind und der Tod.

## Künstlerische Einflüsse
Laut Arne Eggum ist Der Tod im Krankenzimmer charakteristisch für Munchs besondere Stellung zwischen der post-impressionistischen Kunstrichtung des Synthetismus, die etwa von der Schule von Pont-Aven um Paul Gauguin vertreten wurde, und dem Symbolismus, der sich seit der Weltausstellung in Paris 1889 in Europa ausbreitete. Er führt das Bild auf Vorläufer wie die Interieurs von Edgar Degas und Vincent van Gogh oder die Maskendarstellungen von Gauguin und James Ensor zurück. Reinhold Heller verweist auf die Szenen aus dem Moulin Rouge von Henri de Toulouse-Lautrec oder die spröden Holzschnitte von Félix Vallotton.
Die zeitgenössische Kritik sah Munchs Gemälde vor allem von den Bühnenstücken Maurice Maeterlincks beeinflusst, für den sich der Tod in der Psyche der Weiterlebenden manifestierte. Tatsächlich illustrierte Munch ungefähr zur Zeit der ersten Entwürfe eines von Maeterlincks Stücken. In dessen Drama L’Intruse verbirgt sich die sterbende Person im angrenzenden Raum, in Munchs Komposition ist sie durch einen Sessel verborgen und doch im Bewusstsein aller anderen Personen präsent. Andere wie Matthias Arnold oder Uwe M. Schneede erinnert das Tableau mit den statuenhaften Figuren an Munchs norwegischen Landsmann Henrik Ibsen. Arne Eggum verweist insbesondere bezüglich des Alternativtitels Der Todesaugenblick auf die Philosophie Søren Kierkegaards zum Zusammentreffen von Augenblick und Ewigkeit.

## Interpretation
Matthias Arnold beschreibt das Bild als ein „ibsenhaftes“ Tableau, in dem das Sterben von Munchs Schwester Sophie „ins Zeitlose“ entrückt ist. Die Angehörigen stehen herum „wie Marionetten, hilflos, trauend, schmerzerfüllt“. Sie scheinen wie in Trauer erstarrt, während das gravierende Ereignis, das Sterben, verborgen bleibt. Dadurch wird, so Uwe M. Schneede, die „innere Bewegung der Zurückgebliebenen“ zum Thema des Bildes, das innere Drama tritt vor das äußere Drama. Der Tod wird laut Arne Eggum „als Abwesenheit dargestellt, als Verlust für die Überlebenden.“ Er hinterlässt eine Lücke, die die Hinterbliebenen durch spätere Lebensphasen begleitet, in denen Munch sich selbst und seine Familienmitglieder darstellt, als seien sie für immer im Krankenzimmer der sterbenden Sophie eingeschlossen.
Die Hinterbliebenen wirken nicht nur trauernd und hilflos angesichts des Todes eines geliebten Menschen, sondern auch einsam und voneinander isoliert. Laut Reinhold Heller handelt es sich um ein Abbild „existentieller Isolation“. Jede Person wird, so Hermann Beenken, alleine mit dem Schrecken von Tod und Sterben konfrontiert: „Tod und Sterben sind hier das Namenlose, das sich durch seine wirkliche Gegenwart zu bekunden vermag. Alle empfinden die lautlose Anwesenheit eines Wesens, das sonst nicht unter uns ist und das nun das Innerste, auch das Leben selber, durchdringt und verändert.“ Das Sterben des Anderen wird als das Fremde erlebt, das man bisher nicht kannte. „Der Tod nimmt nicht mehr vom Menschen, sondern umgekehrt, der Mensch nimmt vom Tode Besitz, macht ihn zu seinem Tode, dies ist die Forderung.“

## Bildgeschichte
Edvard Munch begann die Arbeit an dem Motiv 1893 in Berlin. Arne Eggum, langjähriger Konservator und Leiter des Munch-Museums in Oslo vermutet, dass der Maler die explizite Absicht hatte, prägende Erinnerungsbilder zu malen. Er fertigte insgesamt zwei große Versionen des Bildes an, von denen eines in der Norwegischen Nationalgalerie, eines im Munch-Museum hängt. Daneben entstanden diverse Skizzen und Studien, unter anderem ein Pastell, das ebenfalls im Munch-Museum aufbewahrt wird.
Munch präsentierte das Gemälde, damals noch unter dem Titel Ein Tod, erstmals am 5. Dezember 1893 in Berlin gemeinsam mit einem Bilderzyklus unter dem Titel Studie für eine Folge: Die Liebe. Dieser Zyklus war eine Vorstufe des späteren Lebensfrieses und enthielt die Bilder Die Stimme, Der Kuss, Vampir, Madonna, Melancholie und Der Schrei. Das Bild Ein Tod fand sich direkt am Eingang der Ausstellung und stellte laut Reinhold Heller das Todesmotiv mit einer zuvor in Munchs Werk nicht vorhandenen Direktheit dar.

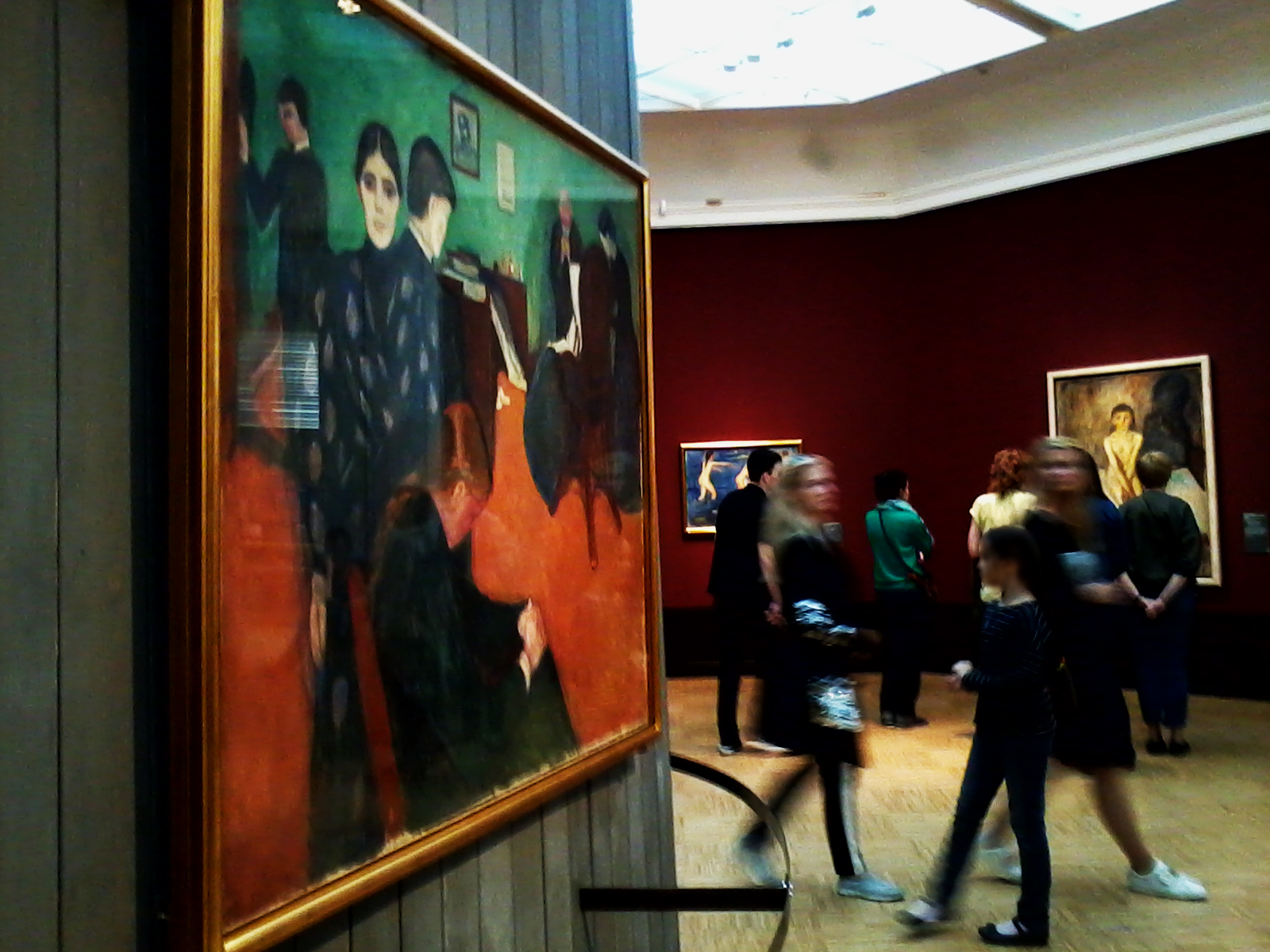
Der Tod im Krankenzimmer, Ölgemälde des Munch-Museums bei einer Ausstellung in der Tretjakow-Galerie, Moskau (2019)

Die zeitgenössische Kritik hob Ein Tod unter den ausgestellten Bildern besonders positiv hervor. So schrieb Willy Pastor in der Frankfurter Zeitung, in Munchs Werk stehe „das Anfang am Ende [und] das Ende am Anfang“. Der Künstler überzeuge sich vom Wesen der Dinge „in einer flüchtigen Skizze. Wie in einem Brennpunkt lässt er hier die zahllosen Linien der Außenwelt zusammenlaufen und zünden; mit der Flamme aber, die dann emporschlägt, leuchtet er hinein in das Innere seiner Seele, tiefer und tiefer sieht er hinunter in die Abgründe, die dort klaffen.“ Nic. Stang berichtet allerdings von einer grundsätzlich feindlichen Aufnahme bei Publikum und Kritik, in der etwa kritisiert worden sei, dass man den Toten nicht erkennen könne und nicht einmal wisse, ob es sich um einen Mann oder eine Frau handle.
Im Jahr 1896 fertigte Munch eine Lithografie nach dem Motiv an. Drucke davon befinden sich unter anderem in Berlin, Dresden, Frankfurt am Main, Hamburg, Leipzig, Saarbrücken, Salzburg, Wiesbaden und Zürich. Durch die starken Schwarz-Weiß-Kontraste in der Lithografie erreicht Munch laut Arne Eggum „eine noch stärker hörbare Stille als in einer der gemalten Versionen“.
Das Temperagemälde spendete der Fabrikant und Kunstsammler Olaf Schou 1910 der Norwegischen Nationalgalerie.

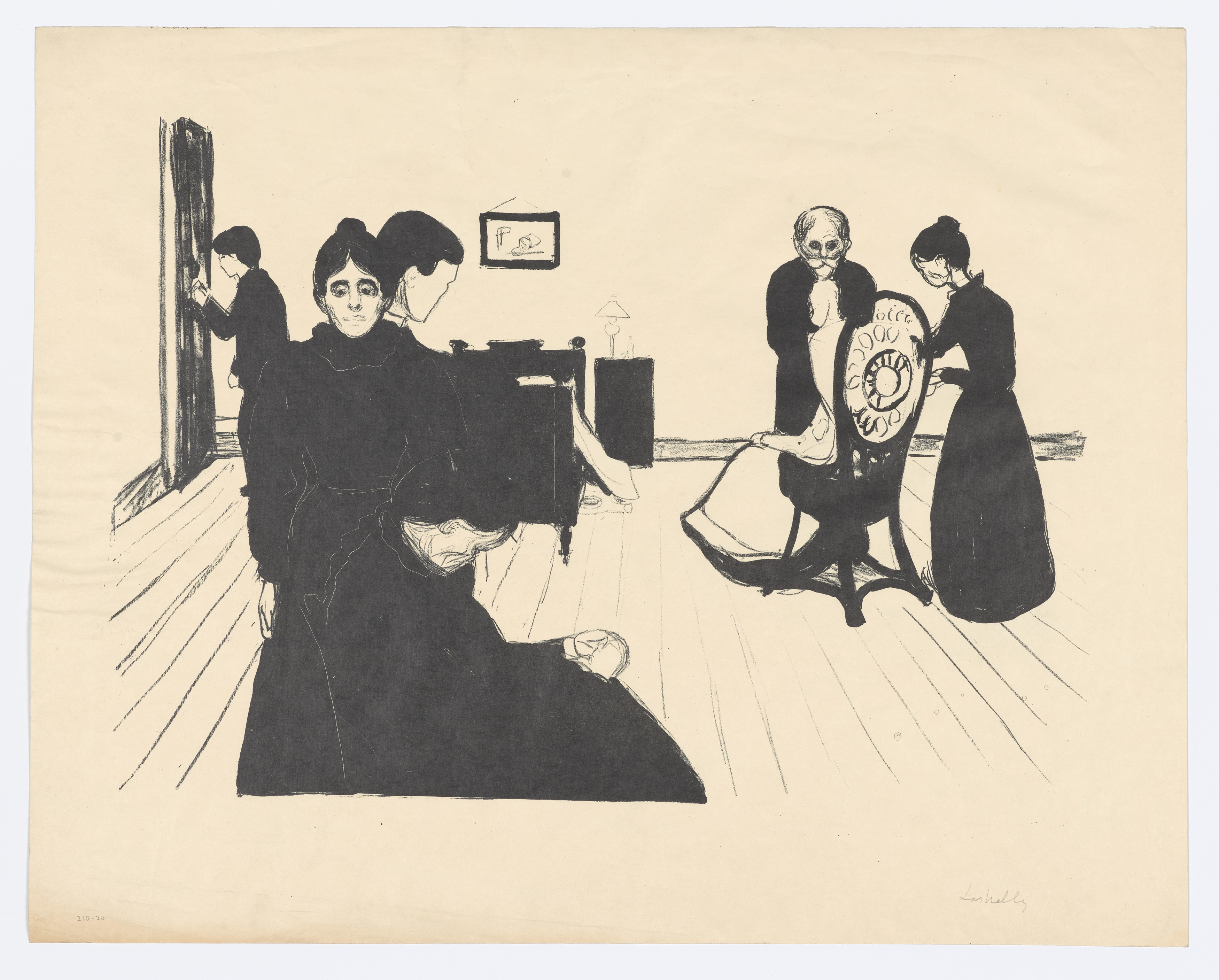
Der Tod im Krankenzimmer (1896), Lithografie, 39,0 × 55,5 cm, Munch-Museum Oslo
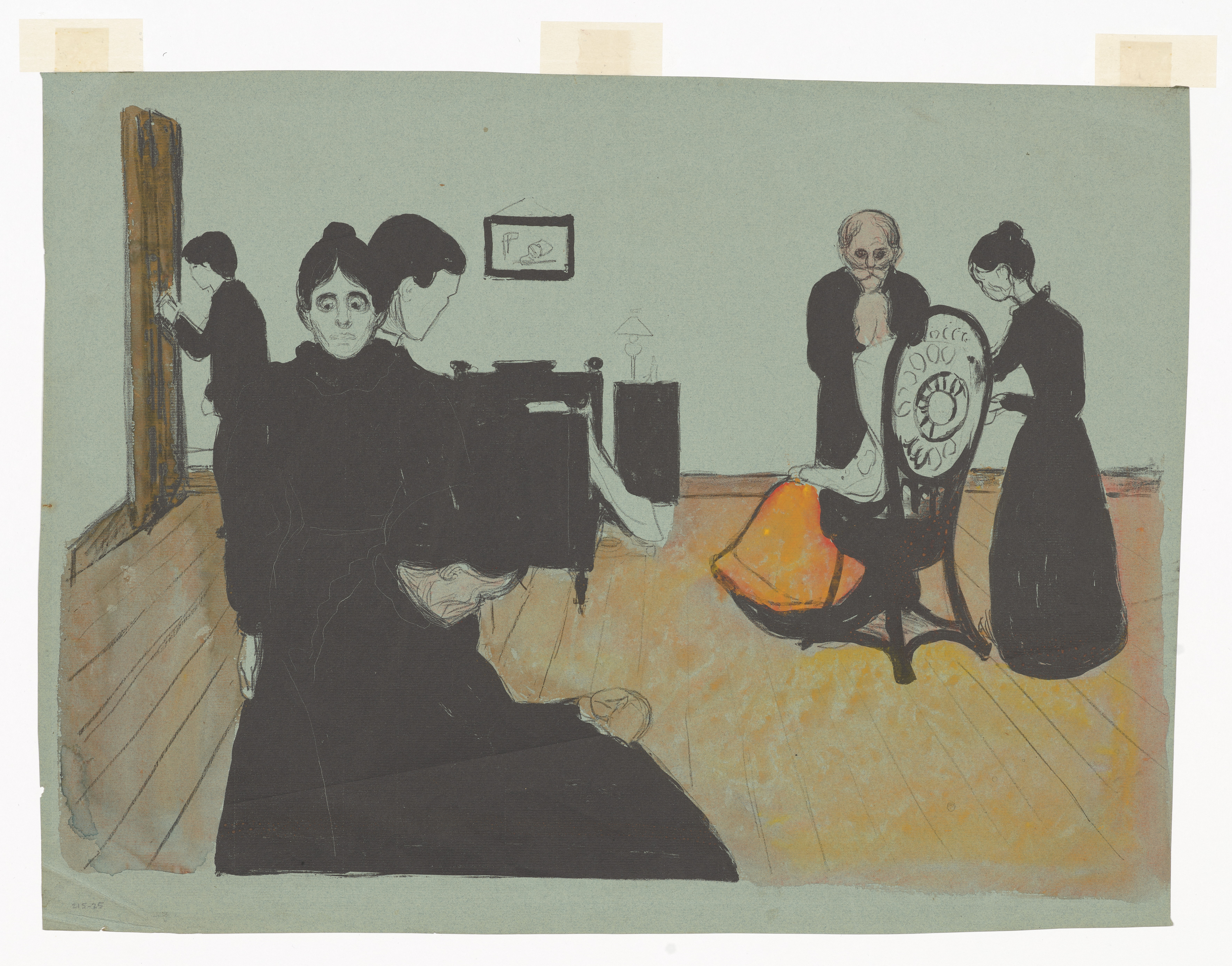
Der Tod im Krankenzimmer (1896), Handkolorierte Lithografie, 38,5 × 55,8 cm, Munch-Museum Oslo